# Maximilian Dietz
Maximilian Solomon Dietz (ur. 9 lutego 2002 w Nowym Jorku) – amerykański piłkarz pochodzenia niemieckiego występujący na pozycji środkowego obrońcy lub defensywnego pomocnika, od 2023 roku zawodnik niemieckiego Greuther Fürth.
Jego ojciec pochodzi z Niemiec, zaś matka ze Stanów Zjednoczonych.